# Standard Oil
Standard Oil Co. Inc. je bilo ameriško naftno/plinsko podjetje, ki je obstajalo v letih 1870−1911. Svoj čas je bil največje naftno podjetje in hkrati tudi največja korporacija na svetu. Leta 1911 je ameriško vrhovno sodišče razsodilo, da gre za ilegalen monopol, zato so podjetje razdelili v več manjših podjetij, večina od njih pod različnimi imeni še vedno obstaja.
Podjetje so leta 1870 v Ohiu ustanovili partnerji: John D. Rockefeller, njegov brat William Rockefeller, Henry Flagler, kemik Samuel Andrews, Stephen V. Harkness in Oliver Burr Jennings. 

## Nasledniki Standard Oil-a
- Standard Oil of New Jersey (SONJ) - ali Esso (S.O.) – se je združil s Humble Oil v podjetje Exxon, zdaj del ExxonMobila
- Standard Oil of New York – ali Socony, se je združil z Vacuum – potem preimenoval v Mobil, zdaj del ExxonMobila
- Standard Oil of California – ali Socal – preimenovan v Chevron, kasneje postal ChevronTexaco, pozneje spet Chevron
- Standard Oil of Indiana - ali Stanolind, preimenovan v Amoco (American Oil Co.) – zdaj del BP-ja
- Standard Atlantic Petroleum se je združil z Richfield v Atlantic Richfield Company ali ARCO, kasneje postal del BP-ja, potem prodan družbi Tesoro, del pa podjetju Sunoco
- Standard Oil of Kentucky – ali Kyso, trenutno del Chevrona
- Standard Oil of Ohio – ali Sohio, postal del BPja leta 1987
- The Ohio Oil Co. – trenutno znan kot Marathon Petroleum